# C.W. Obel
C.W. Obel er et dansk investeringsselskab med hovedsæde i København. Virksomheden er grundlagt som en dansk tobaksfabrik i Aalborg i 1787.

## Historie
Virksomheden blev grundlagt af handelsbetjent Christen Winther i 1787. I dette år fik han kongeligt privilegium til at anlægge en tobaksfabrik i købstaden Aalborg. Den 26. juni samme år gik produktionen i gang i en købmandsgård på det sted i Aalborg, som i dag bærer navnet C.W. Obels Plads.
C.W. Obel indgik i 1961 i Skandinavisk Tobakskompagni og ejede i 2015 35% af Skandinavisk Holding, Holdingselskabet bag Scandinavian Tobacco Group.

## Aktiviteter
C.W. Obel, der udelukkende er et investeringsselskab, havde i regnskabsåret 2015 en omsætning på 2,3 mia. kr., et resultat på 165 mio. kr., mens egenkapitalen var 2,4 mia. kr. Hele koncernen havde 1.542 medarbejdere (2015), fordelt på flere datterselskaber. C.W. Obel ejer C.W. Obel Ejendomme, Semco Maritime, SGD-Bera, Semco Verwaltungs GmbH i Tyskland.
Desuden har C.W. Obel ejerandele i de associerende selskaber Skandinavisk Holding (35%), Danfoss-Semco (40%) og DMP Partners (42%).